# James Harper (editor)

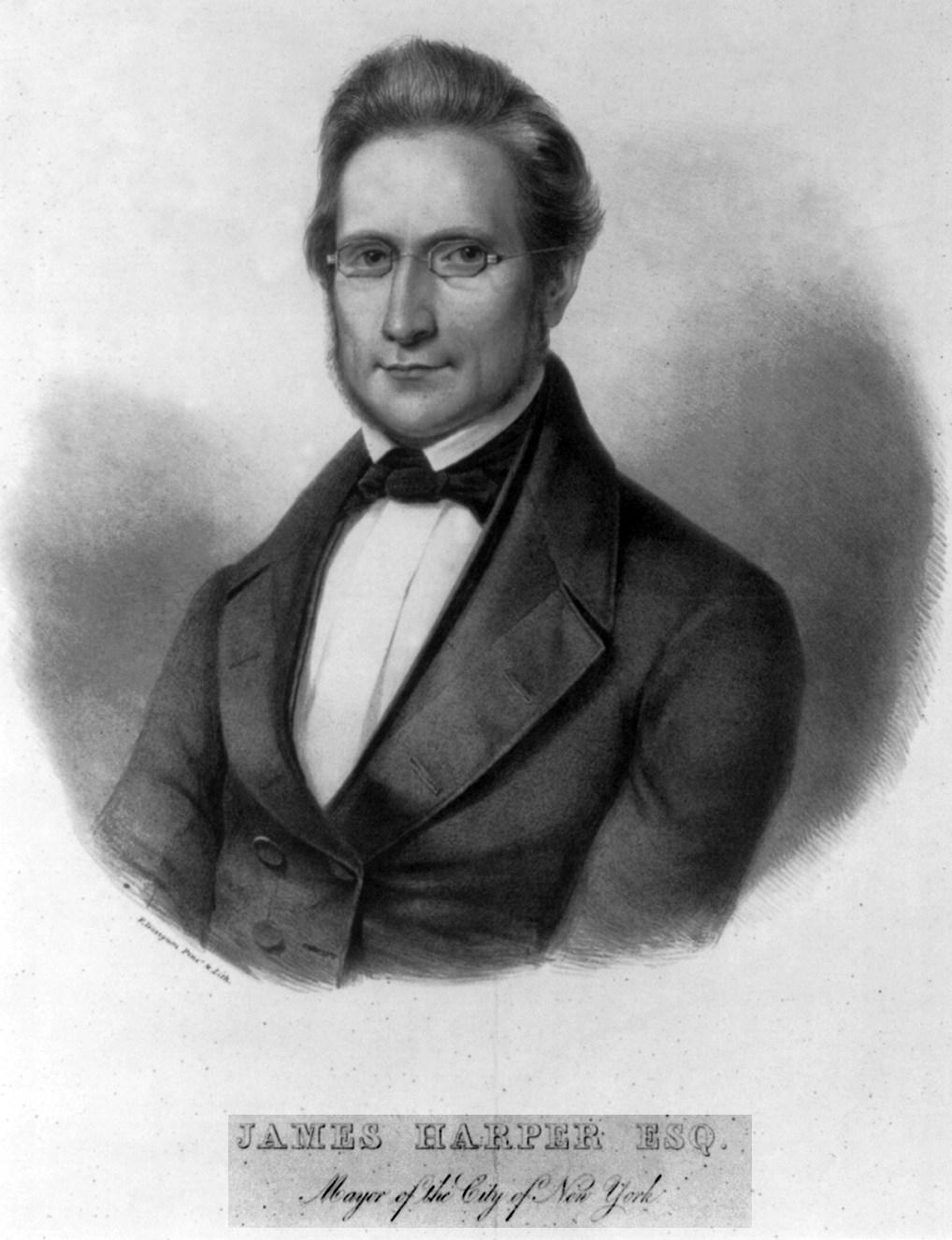
Retrato de James Harper, alcalde de Nueva York (1844-45).

James Harper (n. Newtown, Nueva York; 13 de abril de 1795 - m. Manhattan, Nueva York; 27 de marzo de 1869) fue un editor y político estadounidense. En 1817 fundó con su hermano John la casa editorial J. and J. Harper, renombrada a Harper & Brothers con la incorporación de sus otros dos hermanos, antecedente de Harper & Row y Harper Collins. La editorial se hizo famosa en 1836 con la publicación del mordaz The Awful Disclosures de Maria Monk, anticatólico y nativista. Posteriormente, Harper & Brothers comenzó la publicación de Harper's Magazine y Harper's Bazaar.
Fue alcalde de Nueva York desde 1844 hasta 1845 después de ser elegido por los colores del Partido Republicano Americano.